# Natalja Lebiediewa (lekkoatletka)
Natalja Wasiljewna Lebiediewa, ros. Наталья Васильевна Лебедева, po mężu Suprun, ros. Супрун i Monastyrska, ros. Монастырская (ur. 24 sierpnia 1949 w Moskwie) – rosyjska lekkoatletka reprezentująca ZSRR, płotkarka, medalistka olimpijska z 1976.
Zdobyła brązowy medal w biegu na 100 metrów przez płotki na uniwersjadzie w 1973 w Moskwie. Na halowych mistrzostwach Europy w 1974 w Göteborgu odpadła w eliminacjach biegu na 60 metrów przez płotki. Na mistrzostwach Europy w 1974 w Rzymie zajęła 7. miejsce w finale biegu na 100 metrów przez płotki.
Zdobyła srebrny medal w biegu na 60 metrów przez płotki na halowych mistrzostwach Europy w 1976 w Monachium.
Na igrzyskach olimpijskich w 1976 w Montrealu zdobyła brązowy medal w biegu na 100 m przez płotki, za Johanną Schaller z NRD oraz swą rodaczką Tatjaną Anisimową. Zdobyła również brązowy medal na tym dystansie na uniwersjadzie w 1977 w Sofii.
Zdobyła brązowy medal w biegu na 60 m przez płotki na halowych mistrzostwach Europy w 1980 w Sindelfingen.
Lebiediewa była mistrzynią ZSRR w biegu na 100 m przez płotki w 1974 i 1975, a w hali w biegach na 60 m przez płotki i 100 m przez płotki w 1980.
Czterokrotnie ustanawiała rekordy ZSRR w biegu na 100 metrów przez płotki (do 12,92 5 czerwca 1976 w Ostrawie).
Rekordy życiowe Lebiediewej:
| Konkurencja                     | Data i miejsce          | Wynik   |
| ------------------------------- | ----------------------- | ------- |
| bieg na 100 metrów przez płotki | 29 lipca 1976, Montreal | 12,80 s |